# Bataille de Toulouse (1814)
 (avril 2024).
Si vous disposez d'ouvrages ou d'articles de référence ou si vous connaissez des sites web de qualité traitant du thème abordé ici, merci de compléter l'article en donnant les références utiles à sa vérifiabilité et en les liant à la section « Notes et références ».
Pour les articles homonymes, voir Bataille de Toulouse.
Sixième Coalition
Batailles
- San Millan-Osma (06/1813)
- Vitoria (06/1813)
- Tolosa (06/1813)
- Saint-Sébastien (1er) (07/1813)
- Pyrénées (07/1813)
- Maya (07/1813)
- Roncevaux (07/1813)
- Sorauren (07/1813)
- Beunza (07/1813)
- Saint-Sébastien (2e) (08/1813)
- San Marcial (08/1813)
- Bidassoa (10/1813)
- Pampelune (10/1813)
- Nivelle (11/1813)
- Nive (12/1813)

- Garris (02/1814)
- Orthez (02/1814)
- Bayonne (02/1814)
- Toulouse (04/1814)

La bataille de Toulouse s'est déroulée le 10 avril 1814, de 6 à 21 heures, et opposa les troupes de l'armée impériale française commandée par le maréchal Soult aux troupes de la coalition anglo-hispano-portugaise, se soldant par une victoire tactique française, mais une victoire stratégique de la coalition, en raison de la perte de la ville. La bataille a été livrée sur le seul territoire de la commune de Toulouse. Deux odonymes locaux (« rue du Dix-Avril » et « rue 1814 ») et un monument commémoratif rappellent cet événement.

## Contexte

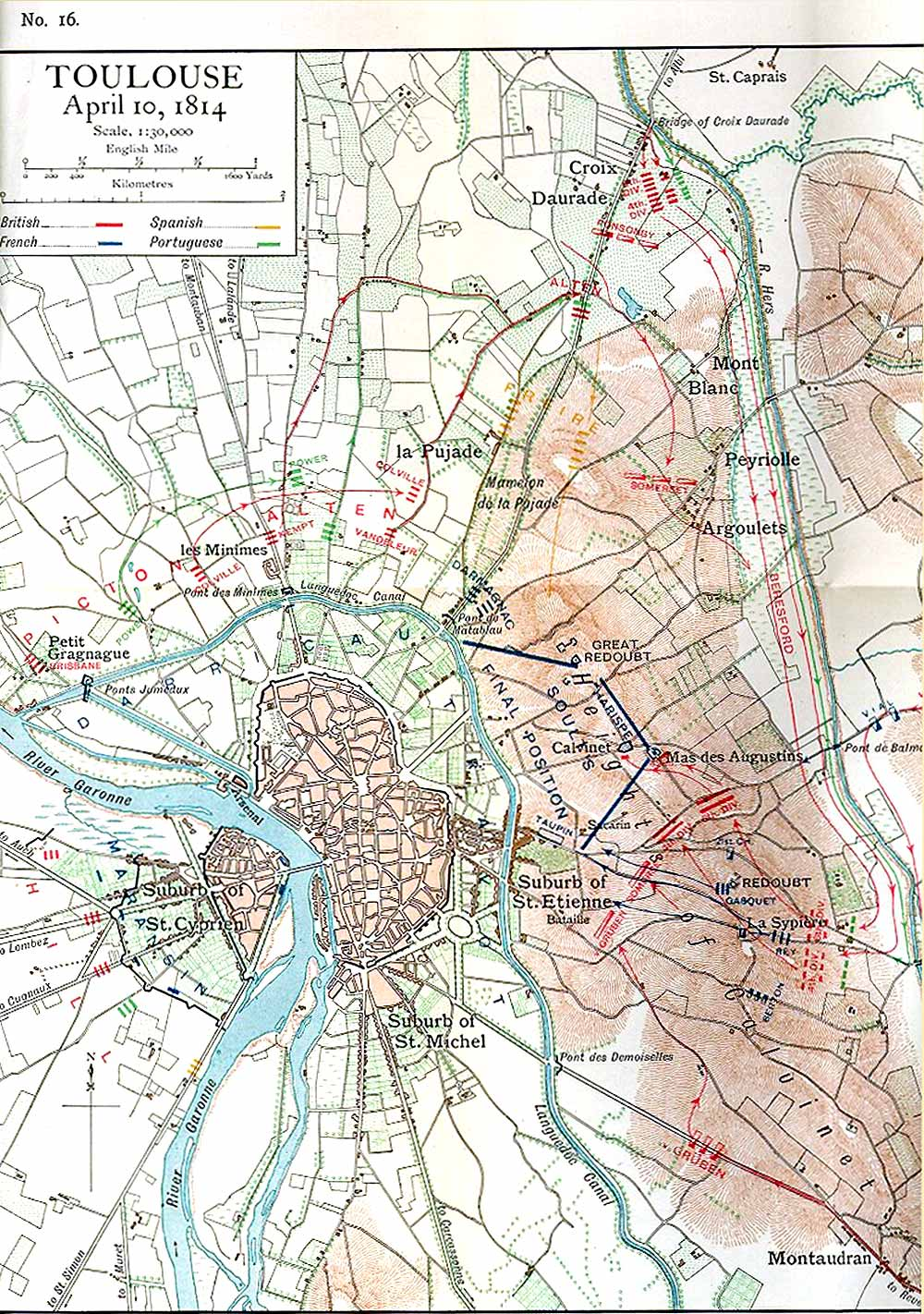
Plan des positions.

Après la défaite de la dure guerre d’Espagne (1808-1813) menée par Napoléon Ier, l’armée française dut se replier de l’autre côté des Pyrénées, ce qui constitua un terrain favorable aux Britanniques. Cette bataille devait permettre à Soult d'attendre des renforts venus d'Italie pour défendre le sud de la France ; elle était en fait inutile (Napoléon ayant déjà perdu, même si la nouvelle n'était pas encore parvenue à Soult qui ne la reçut que pendant la bataille).

## Bataille
Le 24 mars 1814, le maréchal Soult, duc de Dalmatie, arrive à Toulouse après avoir été chassé d’Espagne par l’armée anglo-hispano-portugaise commandée par le maréchal duc de Wellington. Soult décide de mettre la ville en état de défense, mais les paysans, anti-bonapartistes et effrayés, refusent de donner de la nourriture aux soldats et de fortifier la ville. Wellington essaie de contourner la ville pour interdire aux troupes de Soult une retraite vers Narbonne. Wellington laisse un corps d’armée à Saint-Cyprien et le reste de ses troupes vers Merville, où elles franchissent la Garonne. Le dimanche 10 avril 1814 (jour de Pâques), la bataille s’engage. Les Anglais attaquent Saint-Cyprien, mais sont arrêtés aux actuelles allées Charles-de-Fitte. Les Écossais attaquent les Ponts-Jumeaux qui sont défendus par 300 soldats et 5 canons : c’est un nouvel échec. De plus, les Espagnols échouent, eux aussi, au pont Matabiau et à Jolimont. L'armée britannique arrive toutefois à rejoindre la route de Castres malgré l'inondation de l'Hers et attaque en donnant l'assaut à la redoute de la Cépière. Soult envoie des renforts dont le général Taupin, qui est tué à Jolimont, ce qui permet à Wellington d’occuper Jolimont.

## Épilogue
Dans la nuit du 11 au 12 avril 1814, selon un plan magistral, Soult évacue la « ville rose ». Le 12, Wellington entre triomphalement dans Toulouse, acclamé par les royalistes comme un libérateur. L’année suivante, Napoléon Ier revient. À Toulouse, cela ne provoque aucun trouble, mais après la défaite de Waterloo (18 juin 1815), les « Verdets » (ultraroyalistes, habillés de vert) exercent une « terreur blanche » contre les bonapartistes. Le général Ramel, à qui ils ne pardonnent pas d’avoir accepté un commandement de Napoléon lors de son retour, est assassiné le 15 août 1815.

## Une victoire controversée
La bataille de Toulouse a été considérée de différentes façons : les Britanniques la considèrent comme une victoire, parce que Soult, étant poussé à l'intérieur de la ville depuis ses positions défensives sur Jolimont et risquant d'être encerclé, a été contraint d'évacuer la ville, qu'ils y entrent le 12 avril, acclamés par les royalistes. Cependant d'autres arguments plaident en faveur sinon d'une victoire française, du moins d'un épisode favorable à Soult : la ville n'a pas été prise d'assaut le 10 avril 1814, ni l'armée de Soult amenée à capituler ; de plus, les pertes coalisées sont plus élevées que les pertes françaises (bien que cela ne soit pas très surprenant étant donné que les alliés ont attaqué une position défensive fortifiée) ; enfin les deux armées sont restées sur leurs positions pendant la journée du 11 avril qui a suivi le combat, et ce n'est que dans la nuit du 11 au 12 avril que Soult choisit d'évacuer Toulouse, avec une armée presque intacte. Mais c'est un choix qui lui est imposé. En évacuant Toulouse, il abandonne la base d'opérations la plus importante du Sud-Ouest. Il a toute liberté d'emmener ses blessés et son matériel. Il est donc possible de privilégier ce point de vue français.

## Commémoration
Depuis le 24 juillet 1839 se dresse, dans le parc de la Colonne, un obélisque commémorant la bataille de Toulouse.

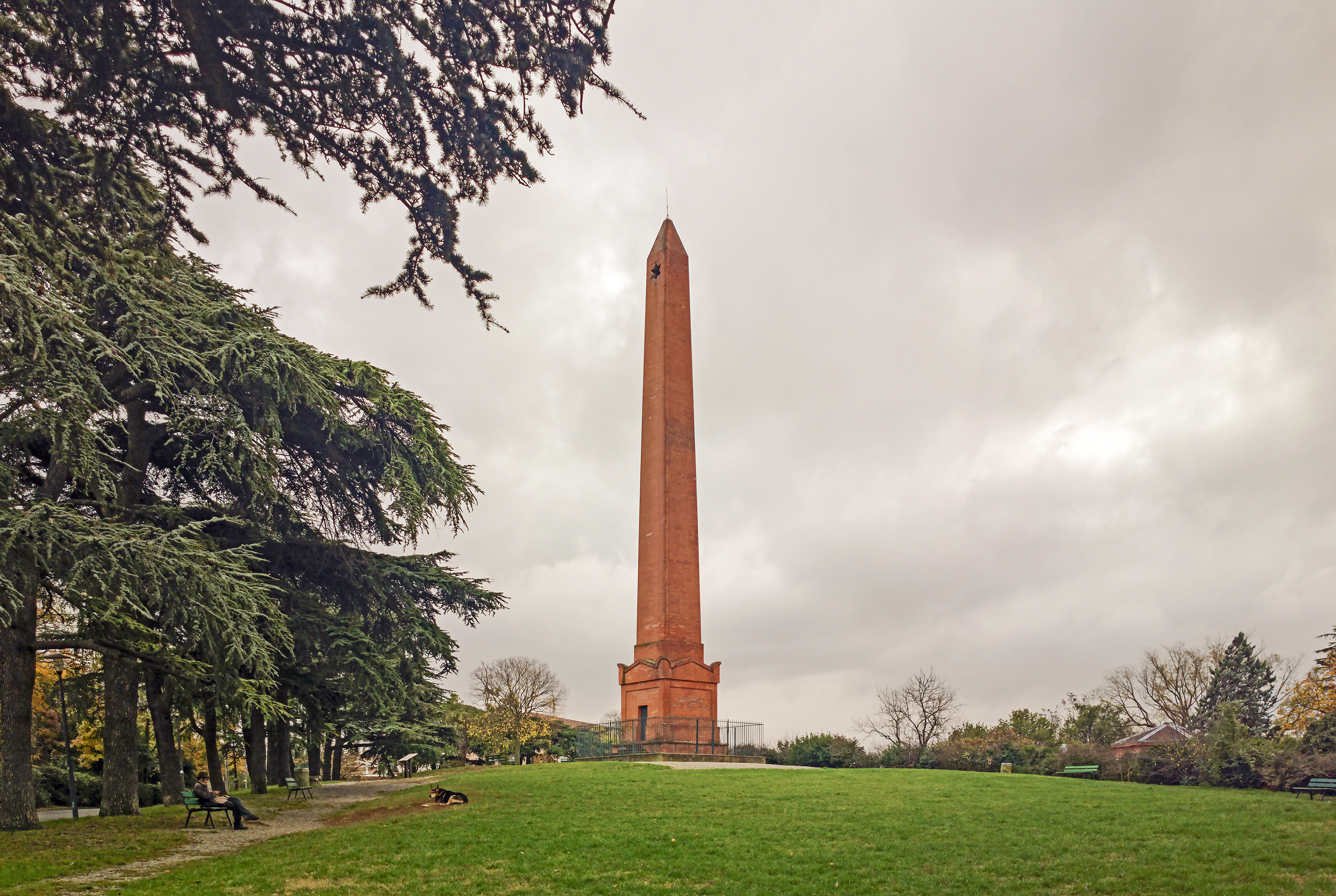
Le sommet de la colline de Jolimont et l'obélisque.
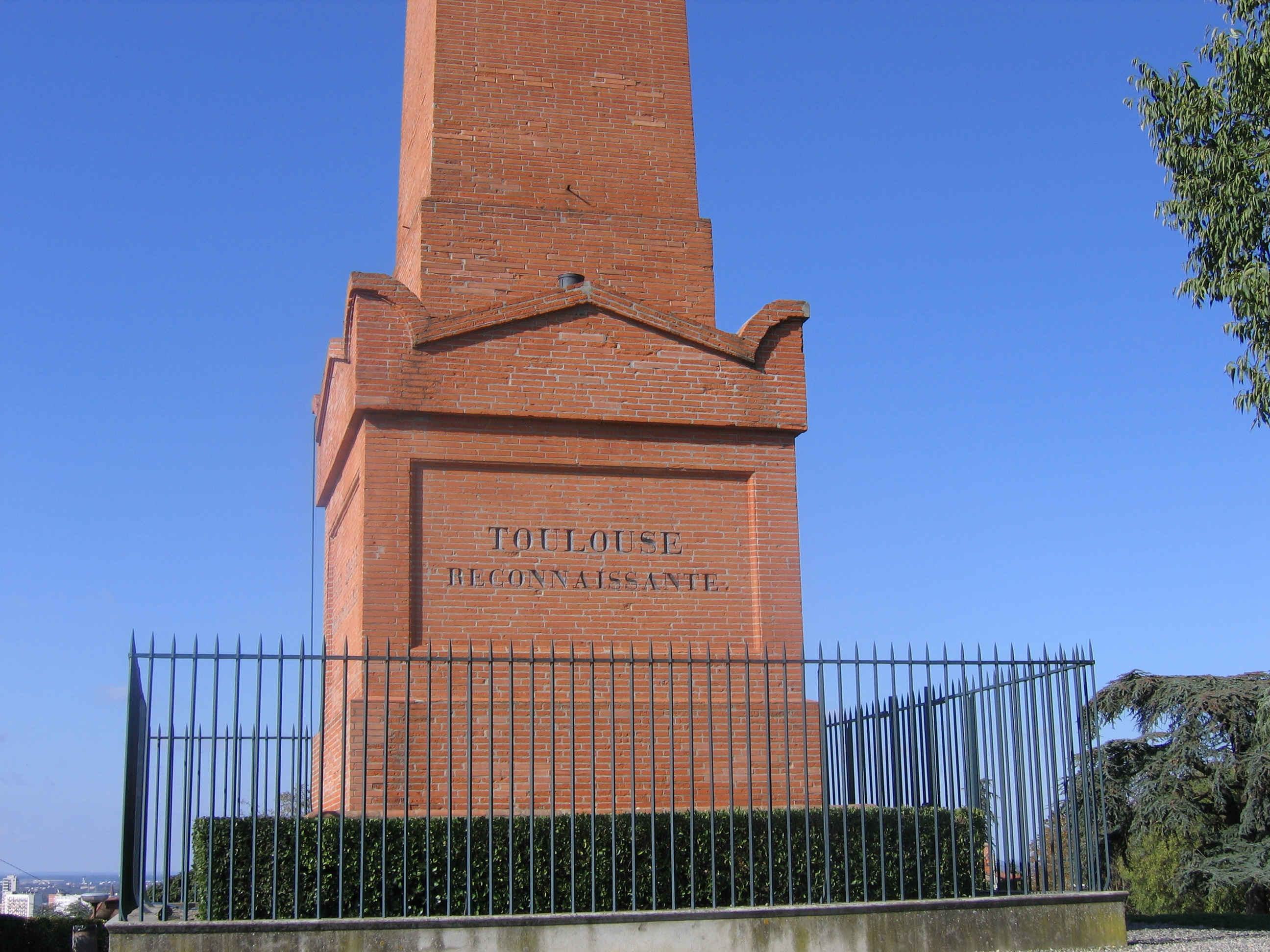
« TOULOUSE RECONNAISSANTE ».
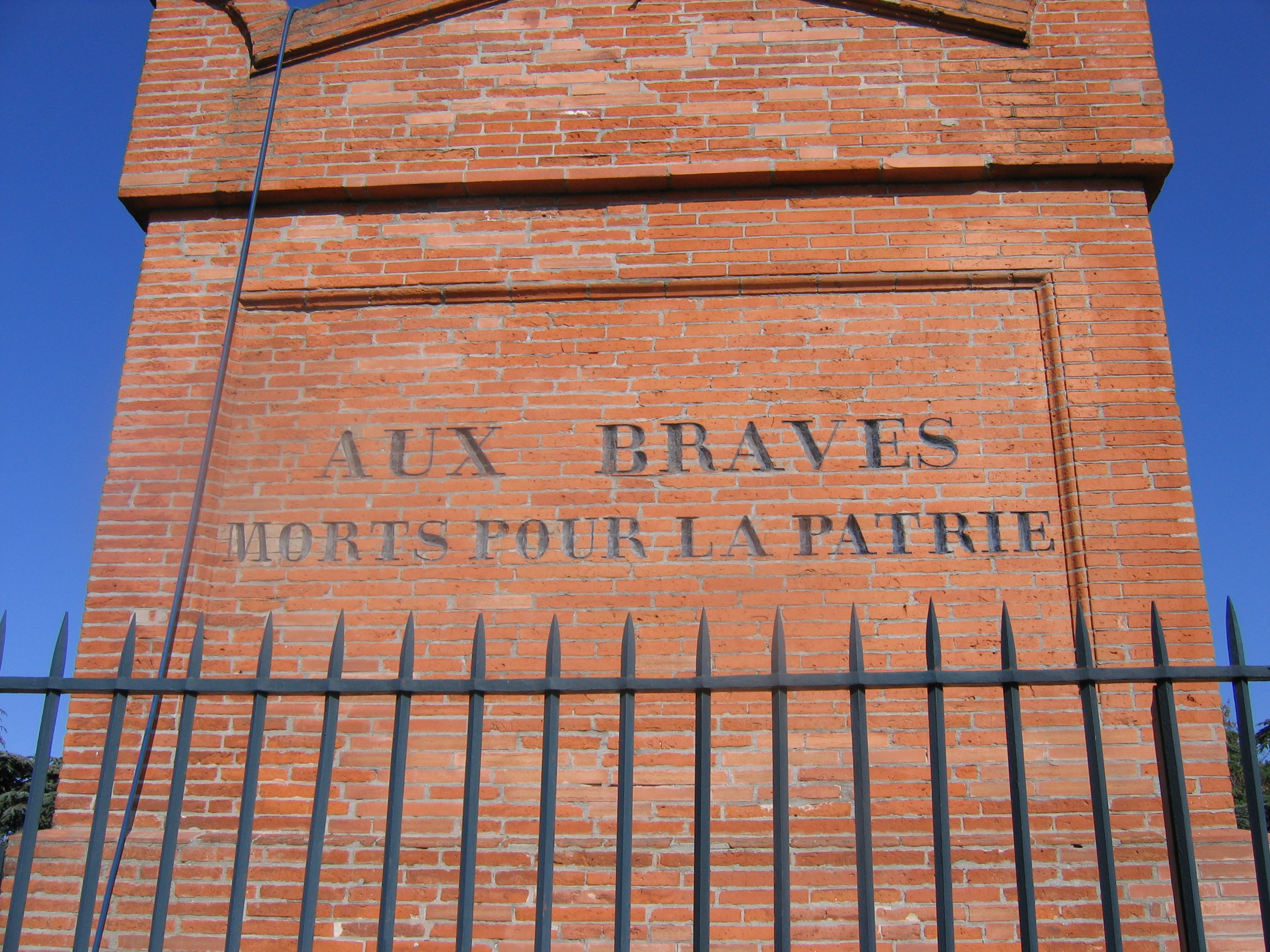
« AUX BRAVES MORTS POUR LA PATRIE ».